# 德奧達·勞森
德奧達·勞森（英語：Deodat Lawson）是英屬美洲麻薩諸塞灣殖民地塞勒姆村的一位牧師，任職於1684年到1688年。其因1692年塞勒姆審巫案期間出版的十頁小冊子而知名。這本小冊子成為人們瞭解塞勒姆審巫案的第一手資料。

## 生平

### 早年
德奧達·勞森出生於英格蘭諾福克，他的母親在誕下他數天後死去。勞森很可能在他的出生地附近接受了教育，歷史學家查爾斯·溫特沃思·阿珀姆在評論勞森遺留下的書信時，稱讚勞森的字跡「簡單、自由、優雅、清晰、乾淨」。勞森的著作顯示他博學多才，但沒有記錄顯示他曾就讀於劍橋大學、牛津大學等知名學府。他可能就讀於一間半祕密的「異議學院」，也就是由那些不從國教者所開辦的學校。1671年，勞森到訪新英格蘭的瑪莎葡萄園島，這是他在文獻記錄中第一次踏上美洲的土地。1681年，塞繆爾·休厄爾在日記中記錄勞森抵達波士頓。
1684年，勞森開始在塞勒姆村擔任牧師。在抵達塞勒姆村時，當地教會派了幾個人幫忙他搬運行李，當中便包括了彼得·克勞斯，他是後來的審巫案被告莎拉·克勞斯的丈夫。勞森是當地的第三任牧師，他的前一任是喬治·巴勒斯（任職於1680年到1683年），下一任則是塞繆爾·帕里斯。如同他的前任，德奧達·勞森在塞勒姆村待的不長，最後是因為塞勒姆教會拒絕任命他而選擇離開，因此他沒有和當地會眾發生爭執。在勞森擔任村莊牧師的期間，勞森的妻女先後在塞勒姆村死去，勞森後來宣稱她們死於超自然力量。
1688年春天，在結束塞勒姆的職務後，勞森返回波士頓並成為了一名巡迴傳教士。1690年，勞森與一位名叫黛博拉·艾倫（Deborah Allen）的女子再婚。

### 塞勒姆審巫案
1692年，勞森聽聞了塞勒姆審巫案的發生，他在同年三月回到塞勒姆，想找出到底發生了什麼事。之後，德奧達·勞森成為了目睹到事件起因──貝蒂·帕里斯與艾比蓋兒·威廉斯身上發生的奇怪症狀的最早目擊者之一。
勞森在三月到四月間參與了法庭旁聽，並將他的記錄整理成了一本10頁的小冊子，題名為《A Brief and True Narrative of Some Remarkable Passages Relating to Sundry Persons Afflicted by Witchcraft, at Salem Village》，此書交由波士頓的班傑明·哈里斯出版。該印刷商同樣也出版了因克瑞斯·馬瑟和科頓·馬瑟這對父子關於巫術的著作，是當地規模頗大的印刷商。歷史學家喬治·亨利·摩爾認為此冊子的引言部分是由科頓·馬瑟撰寫。
這本小冊子在英格蘭擁有不錯的銷量，隔年的1693年，書商曾詢問勞森重版的意願，但被勞森「出於某些特殊理由」拒絕了。1704年，這本小冊子的第二版終於被印刷販售，第二版的小冊子增加了附錄，內容是與審巫案受害人與被告們相關的清單，但所有的日期與姓名識別資訊都在這個版本被去除，僅留下勞森提及自己妻女「鬼魂」的資料。

### 搬至錫楚埃特
根據塞繆爾·休厄爾的日記記錄，勞森於1692年12月27日出現在沃特敦，當時與勞森同行的還有塞勒姆審巫案的法官威廉·斯托頓，這是勞森最後一次出現在波士頓地區。1693年，勞森成為錫楚埃特第二教會的本堂牧師。在馬瑟父子的協助下，勞森的寫作事業蒸蒸日上。1693年夏天，在因克瑞斯·馬瑟的許可下，勞森在錫楚埃特出版了他曾於波士頓印刷的一篇講道文。1694年，勞森發表了一首名為《Threnodia》的紀念詩，用於紀念一位在海上失蹤的錫楚埃特船長。

### 返回英格蘭
當德奧達·勞森牧師遺棄他的教會時，他沒有將自己任內洗禮的教徒清單留下。
1696年，勞森突然啟程返回英格蘭，這為錫楚埃特當地教會帶來了混亂，因為勞森似乎並沒有事先通知要離開。勞森也沒有留下自己任內的紀錄，這對一位牧師而言也是不尋常的。根據勞森自己在1692年佈道中所傳達的教義，這樣的舉動可能會導致這些教會成員「容易受到撒旦的惡意影響」。
1714年，勞森陷入了極度貧困，以致於他開始擔心自己養不活三個年紀尚幼的孩子。他的貧困很可能是來自於失業，也就是遭到教會免職。1713年和1715年，勞森曾兩度承認他在工作中的缺失和粗心，想藉此向教會爭取復職。
然而勞森的努力似乎沒能開花結果。他在1727年的一份文件中被描述為「不幸的德奧達·勞森」，而這便是目前已知關於德奧達·勞森的最後紀錄。